# Rocca al Mare
A Rocca al Mare városrész (asum) Tallinn Haabersti kerületében. A Kopli-öböl partján, a városközponttól 7 km-re fekszik.
Lakossága nincs, területének jelentős részét az Észt Szabadtéri Néprajzi Múzeum foglalja el. Emellett még egy magán középiskola is működik a területen, melyet 2000-ben nyitottak meg. Délről Haabersti, délnyugatról Õsimäe városrészek határolják. Területe 0,84 km².
A városrész a nevét a Rocca al Mare villáról kapta, melyet Arthur Girard de Soucanton balti-német kereskedő, Tallinn egykori polgármestere építtetett magának 1863-ban nyári villának a Balti-tenger partján. A villának a tenger partján elterülő sziklás partszakaszról Soucanton olasz barátja adta a Rocca al Mare nevet. A villa építésekor 14. századi sírkövek  kerültek elő, melyeket a villa körül létesített parkban állítottak fel. Ezek nagy részét 1944-ben a szovjet csapatok lerombolták, a megmaradt sírköveket később a dominikánus kolostorba helyezték át. 1986-ig a villa és a hozzá tartozó park úttörőtábor volt. 
A területen a Rocca al Mare előtt is állt már egy 18. században fából készült villa a hozzá tartozó melléképületekkel. A Liberty villa a 20. század elején a német Koch család tulajdonában volt, akik egy fából készült új lakóépületet is építettek ott. 1986-ig a Liberty villa is az úttörőtáborhoz tartozott.
1957-ben nyitották meg a városrészben 79 hektáron az Észt Szabadtéri Néprajzi Múzeumot, amely az észt falusi építészetet és életmódot mutatja be.
A városrészről elnevezett Rocca al Mare bevásárlóközpont ténylegesen már Haabersti városrész területén fekszik.